# Bruno Zarrillo
Bruno Zarrillo (* 5. September 1966 in Winnipeg, Manitoba) ist ein ehemaliger italo-kanadischer Eishockeyspieler, der während seiner Karriere unter anderem für die Kölner Haie und für die Nürnberg Ice Tigers aus der Deutschen Eishockey Liga aktiv war. Des Weiteren nahm er mit der italienischen Nationalmannschaft an insgesamt neun Weltmeisterschaften sowie an den Olympischen Spielen 1992 und 1994 teil.

## Karriere

### Als Spieler
Zarrillo begann seine Karriere 1986 in der kanadischen Juniorenliga Manitoba Major Junior Hockey League bei den River East Royal Knights. Dort gehörte er bereits in seiner ersten Spielzeit zu den besten Scorern der Liga und konnte sich im folgenden Jahr erneut steigern. So erzielte er in den zwei Jahren, die er für die Royal Knights spielte, in 77 Partien 277 Scorerpunkte. Im Sommer 1989 wechselte er in die italienische Serie A zum HC Bozen, mit dem er in den Jahren 1990, 1995 und 1996 die Meisterschaft gewinnen konnte.
Nachdem er beim HC Bozen über einige Jahre zu den Topscorern der Serie A1 gehört hatte, wurden einige Klubs aus stärkeren europäischen Ligen auf den damals 30-Jährigen aufmerksam. Im Sommer 1996 erhielt er einen Vertrag bei den Kölner Haien. In Köln wurde er mit 74 Scorerpunkten in 48 Spielen auf Anhieb der Topscorer der Saison 1996/97. In den Playoffs schieden die Haie in der ersten Runde aus, so dass Zarillo die Saison beim SC Bern in der höchsten Schweizer Eishockeyliga, der Nationalliga A, beendete. Er absolvierte jedoch nur zwei Spiele für die Mutzen in den Playoffs der NLA, wurde aber mit dem Team Schweizer Meister.
In den folgenden sechs Jahren spielte er weiterhin für die Haie, ehe er den Verein zum Ende der Spielzeit 2000/01 verließ und innerhalb der Liga zu den Nürnberg Ice Tigers wechselte, bei denen er einen Einjahresvertrag unterschrieb, der letzten Endes nicht verlängert wurde. Zarrillo kehrte daraufhin noch einmal in die Schweiz zurück, wo er fortan für den HC Sierre in der Nationalliga B aufs Eis ging. Dort konnte der Rechtsschütze in neun Partien, in denen er zum Einsatz kam, 13 Mal punkten. 
Schließlich unterschrieb er im Sommer 2003 einen Kontrakt beim HC Milano Vipers, mit dem er 2004 die italienische Meisterschaft gewann. Anschließend beendete Bruno Zarrillo seine aktive Eishockeykarriere im Alter von 37 Jahren.

### Als Trainer
Später versuchte sich Zarrillo als Eishockeytrainer, so trainierte er in der Saison 2004/05, unmittelbar nach seinem Rücktritt als Spieler, den HC Bozen, für den er bereits als Spieler tätig war. Eine Spielzeit später, stand er in der Manitoba Junior Hockey League  bei den Winnipeg Saints an der Bande.

## Erfolge und Auszeichnungen
- 1990, 1995, 1996 Italienischer Meister mit dem HC Bozen
- 1997 Topscorer der Deutschen Eishockey Liga
- 1997 Schweizer Meister mit dem SC Bern
- 2004 Italienischer Meister mit dem HC Milano Vipers